# Krokodyl krótkopyski
Krokodyl krótkopyski (Osteolaemus tetraspis) – gatunek gada z rodziny krokodylowatych (krokodyle właściwe).
OpisGłowa i pysk bardzo krótkie. W nozdrzach występują zewnętrzne kostne przegrody oddzielające każdy otwór nosowy na dwie części. Nad górnymi powiekami kostne twory. Tęczówki oczu brązowe (u innych krokodyli żółtozielone). Grzbiet ciemnobrązowy z czarnymi okrągłymi plamami. Młode osobniki są jasnobrązowe z czarnymi poprzecznymi szerokimi pręgami. Kolor brzucha jest żółtawy z licznymi czarnymi plamami. Na głowie występują żółte wzory. Długość krótkiego, stępionego pyska równa jest szerokości u podstawy. Tylne zęby większe od pozostałych są spłaszczone i otoczone zgrubiałymi pierścieniami co jest wynikiem przystosowania do miażdżenia pancerzy krabów i skorup mięczaków. Ogólnie przypomina małe kajmany z rodzaju Paleosuchus co może być spowodowane, że zajmuje podobną niszę ekologiczną.
RozmiaryDługość do 1,8 m.
BiotopCałoroczne słodkowodne małe zbiorniki wody, bagna wśród lasów deszczowych.
PokarmRyby, płazy, skorupiaki, mięczaki oraz inne mniejsze zwierzęta. W czasie pory deszczowej przeważają ryby, a w pozostałym okresie skorupiaki.
BehawiorZwierzę o aktywności nocnej. Dzień spędza w norach, które sam wykopuje. Niekiedy wejście do nory znajduje się pod powierzchnią wody. Zdarza się też, że dzień spędzają w małych zbiornikach ukryte pod korzeniami drzew.
RozmnażanieOkres godowy zaczyna się na początku pory deszczowej (przełom maja i czerwca). Samica buduje gniazdo w kształcie kopca z roślinnych szczątków, do którego składa ok. 10 jaj. Inkubacja jaj przebiega przez okres od 85 do 105 dni. Młode po wyjściu z gniazda mają ok. 28 cm długości. Samica ochrania gniazdo oraz wylęgnięte młode przez jakiś czas w wodzie.
WystępowanieAfryka zachodnia i zachodnio-centralna: Angola, Benin, Burkina Faso, Kamerun, Republika Środkowoafrykańska, Kongo, Wybrzeże Kości Słoniowej, Demokratyczna Republika Konga, Gwinea Równikowa, Gabon, Gambia, Ghana, Gwinea, Gwinea Bissau, Liberia, Mali, Nigeria, Senegal, Sierre Leone, Togo. Szacuje się, że dzika populacja wynosi od 25,000 do 100,000 osobników. Na tym samym obszarze występuje też krokodyl wąskopyski.

## Podgatunki
- Osteolaemus tetraspis tetraspis - zachodni obszar występowania gatunku
- Osteolaemus tetraspis osborni - Demokratyczna Republika Konga, dawny Zair; podnoszony przez część autorów do rangi odrębnego gatunku Osteolaemus osborni[5][6].